# Cherev le-Et
Cherev le-Et (hebrejsky חֶרֶב לְאֵת, doslova ,„Meč v pluh“, v oficiálním přepisu do angličtiny Herev Le'Et) je vesnice typu mošav v Izraeli, v Centrálním distriktu, v Oblastní radě Emek Chefer.

## Geografie
Leží v nadmořské výšce 35 metrů v hustě osídlené a zemědělsky intenzivně využívané pobřežní nížině respektive Šaronské planině. Západním směrem nedaleko od vesnice protéká vodní tok Nachal Alexander.
Obec se nachází 4 kilometry od břehu Středozemního moře, cca 38 kilometrů severoseverovýchodně od centra Tel Avivu, cca 46 kilometrů jihojihozápadně od centra Haify a 5 kilometrů jižně od města Chadera. Cherev le-Et obývají Židé, přičemž osídlení v tomto regionu je etnicky převážně židovské. Vesnice vytváří společně s okolními obcemi Ge'ulej Tejman, Bejt Chazon, Eljašiv, Kfar ha-Ro'e, Chibat Cijon, Ejn ha-Choreš, Giv'at Chajim Ichud, Giv'at Chajim Me'uchad a Chogla téměř souvislou aglomeraci zemědělských osad. Tento urbanistický celek je navíc na severu napojen na město Eljachin.
Cherev le-Et je na dopravní síť napojen pomocí místních komunikací v rámci zdejší aglomerace zemědělských vesnic. Na západním okraji obec míjí dálnice číslo 4.

## Dějiny
Cherev le-Et byl založen v roce 1947. Zakladateli vesnice byla skupina židovských veteránů britské armády a také přistěhovalců z Československa. Jméno mošavu je odvozeno od biblického citátu z Knihy Izajáš 2,4 - "I překují své meče na radlice"
Před rokem 1949 měl Cherev le-Et rozlohu katastrálního území 500 dunamů (0,5 kilometru čtverečního). V současnosti dosahuje správní území vesnice cca 1750 dunamů (1,75 kilometru čtverečního). Místní ekonomika je založena na zemědělství (hlavně pěstování citrusů, květin a chov drůbeže).

## Demografie
Podle údajů z roku 2014 tvořili naprostou většinu obyvatel v Cherev le-Et Židé (včetně statistické kategorie "ostatní", která zahrnuje nearabské obyvatele židovského původu ale bez formální příslušnosti k židovskému náboženství).
Jde o menší sídlo vesnického typu s dlouhodobě rostoucí populací. K 31. prosinci 2014 zde žilo 847 lidí. Během roku 2014 populace stoupla o 1,0 %.
| Rok            | 1948 | 1961 | 1972 | 1983 | 1995 | 2001 | 2003 | 2004 | 2005 | 2006 | 2007 | 2008 | 2009 | 2010 | 2011 | 2012 | 2013 | 2014 |
| -------------- | ---- | ---- | ---- | ---- | ---- | ---- | ---- | ---- | ---- | ---- | ---- | ---- | ---- | ---- | ---- | ---- | ---- | ---- |
| Počet obyvatel | 47   | 266  | 234  | 377  | 521  | 706  | 712  | 727  | 759  | 796  | 831  | 865  | 770  | 759  | 844  | 814  | 839  | 847  |